# Shane Acker
Shane Acker (1971 à Wheaton dans l'Illinois) est un réalisateur de film d'animation américain.

## Ses courts-métrages
Il se fait remarquer avec son court métrage Le Hangnail, l'histoire d'un chien et d'un humain plutôt étrange, en 1999. Après The Astounding Talents of Mr. Grenade en 2003, son court-métrage suivant, 9, racontant l'histoire d'une poupée ayant un 9 dans son dos, est nommé aux Oscars. 

## Long-métrage
Une nouvelle version long métrage de 9, Numéro 9, produite par Tim Burton et Timur Bekmambetov, sort au cinéma en 2009.

## Son histoire
Acker a débuté à AtomFilms comme animateur. En 2002, il rejoint la Weta Workshop et travaille sur les effets spéciaux du Seigneur des anneaux : Le Retour du roi et les séquences animées de la série télévisée Jane And the Dragon. 